# Kairos 98
Kairos 98 byla iniciativa v rámci české římskokatolické církve, kterou několik osobností z intelektuálních kruhů, inspirovaných německojazyčnou iniciativou My jsme církev z roku 1995, vyjádřilo svoji angažovanost v dění v církvi. Prvotní prohlášení s názvem Kairos 98 neslo nadpis „Výzva k diskusi o stavu katolické církve“ a podepsali jej brněnský historik Jiří Hanuš, brněnská publicistka Hana Holcnerová a pražský teolog Odilo I. Štampach. Do roku 2000 vydali mluvčí této iniciativy několik dalších dokumentů a prohlášení, exkomunikovaného Štampacha nahradil v roce 2000 sociolog Jan Spousta. Po roce 2000 pod hlavičkou iniciativy již žádný významný dokument zveřejněn nebyl.
Řecké slovo kairos znamená příhodný čas.

## Dokumenty iniciativy

### Výzva k diskusi o stavu katolické církve
Úvodní prohlášení iniciativy rekapituluje stav církve po pádu komunistického systému v roce 1989. Jako problémy konstatuje podceňovanou spoluodpovědnost laiků a řadových kněží a chybějící otevřený vnitrocírkevní dialog, nedostatečnou toleranci k jiným názorům a neochotu spolupracovat s nekatolíky, nedůslednost a povrchnost uskutečněné liturgické reformy. Nesrozumitelná nebo triviální kázání považuje za důsledek špatného stavu výchovy a vzdělávání bohoslovců a špatného vztahu ke kulturním, intelektuálním i demokratickým hodnotám. Zmiňuje nutnost evangelijního přístupu k otázce církevního majetku.
Jako cíl uvádějí signatáři podnícení diskuse uvnitř církve i v celé společnosti, aby církev „byla dynamickým, pluralitním společenstvím, které by dokázalo též kvalitně analyzovat poměry, v nichž se nachází, a které by mělo odvahu řešit problémy a nalézat východiska, inspirovaná biblickým poselstvím a adekvátní době, v níž žijeme.“ Oznámili, že budou spolu s dalšími spolupracovníky veřejně vydávat prohlášení, dopisy, analýzy či studie týkající se nejvíce ohrožených míst v církevním životě. Dokument byl zveřejněn bez data podpisu.

### Jednota a dialog: úkol i dar
Dokument č. 1 datovaný 6. ledna 1999 se hlásí k ekumenickému zaměření Druhého vatikánského koncilu. Dosavadní proces hodnotí jako pouhé „ekumenické zdvořilosti“, která je důležitá a cenná, ale nepostačuje. Připomíná souvislost mezi mezicírkevním ekumenismem a vnitrocírkevní pluralitou a dialogem a varuje před pragmatickým spojenectvím, který spočívá jen v účelovém spojení proti někomu třetímu.
Dokument varuje před zákonickým a formalistickým přístupem, který dusí ekumenické aktivity zdola. Připomíná dosud nerealizované pokyny, které místním církvím ukládá Direktář k provádění ekumenických principů a norem: nedostatečný prostor pro ekumenické obory na teologických a církevních školách a podpora teologickým ekumenickým aktivitám, chybějící dohody o vzájemném uznávání křtu s jinými církvemi, pastoraci konfesně smíšených rodin a vzájemném přístupu ke svátostem. Navrhuje jednat o plném členství Římskokatolické církve v Ekumenické radě církví, připustit v katolické liturgii užívání ekumenického překladu Bible jako alternativy, jednat s ostatními církvemi o společném znění liturgických textů a modliteb.
V mezináboženských vztazích prohlášení naznačuje, že česká církev se neúčastní mezináboženského dialogu katolické církve, a konstatuje nutnost překonat neinformovanost a nezájem o dialog a jasně se distancovat od antijudaismu lidí, kteří se označují za věrné katolíky. Katolická církev by měla podporovat výstavbu mešit, aniž by však slevovala z požadavků na náboženskou svobodu v muslimských zemích. Vztah k náboženskému a pseudonáboženskému extremismu a sektářství a pomoc zasaženým lidem mají být kvalifikované, nezaujaté, sebekritické a neproselytické.
Zdeněk Vojtíšek v roce 1999 zmínil tento dokument v článku o mezináboženském dialogu v Česku v časopise Dingir.

### Neukládejte si poklady na zemi…
Dokument č. 2/1999 ze 14. února 1999 se týká církevního majetku. Zdůrazňuje že základní poslání církve není závislé na majetku. Opatrně vyjadřuje podporu církvi při jednání o majetku, avšak varuje, aby ukvapenými reakcemi, nedostatečnou transparentností postupu nebo nerealistickými požadavky a nevstřícností neztratila církev věrohodnost a nepreferovala lpění na majetku před svým základním posláním. Vyjadřuje názor, že Ježíšova slova z Evangelia podle Matouše (5,40) „…tomu, kdo by se s tebou chtěl soudit o košili, nech i svůj plášť“ jsou míněna vážně a platí i pro dnešní církev.
Petr Příhoda v Katolickém týdeníku uvítal tuto starost signatářů Kairosu a v mnohém jim dal za pravdu, ale zároveň oponoval některým výtkám vůči postupu představitelů církve, ale vytýká Kairosu defekt vnímavosti, že předpojatě připomínají jen chyby v rámci církve a nereflektují skutečnou existenci sil nepřátelských církvi.

### Návrh Katolické ústavy
V roce 1999 převzali signatáři Kairosu 98 z Teologického sborníku 1/1999 (vydával CDK Brno) český překlad návrhu Ústavy katolické církve, který zpracovalo Společenství za práva katolíků v církvi (ARCC) v USA. Závěrečnou redakci návrhu provedl 19. září 1998 J. Georg Kohl, český překlad vytvořil Tomáš Suchomel. Pokyn k sestavení ústavy vydal v době Druhého vatikánského koncilu papež Pavel VI., námět byl později opuštěn jako nereálný, mnohé dílčí prvky jsou však v existujících církevních dokumentech obsaženy.
Celostránkovou informaci o návrhu přinesly Lidové noviny. Kritický článek o návrhu přinesla i příloha Katolického týdeníku Perspektivy, č. 4/1999.
Milan Badal v Katolickém týdeníku vyjádřil zklamání, že dosavadní aktivity Kairosu 98 nepřinášejí zasvěcené rozbory, ale jen vzletná prohlášení postrádající smysl pro realitu. Reakce na tento text podle Badala nejsou rozporuplné, ale jednotné ve smyslu, že návrh je „oslovina“. Teologická komise České biskupské konference zpracovala k návrhu stanovisko, že návrh ignoruje autentické učení Druhého vatikánského koncilu o tajemství církve a přítomnosti a působení vzkříšeného Krista v ní i učení Prvního vatikánského koncilu o primátu papeže a učitelském úřadu církve.

### Církev, křesťané a homosexualita
Dokument č. 3/1999 z 2. června 1999 kromě původních tří signatářů podepsala ještě lékařka a psychoterapeutka Dagmar Křížková. Byl iniciován diskusemi, které vyvolalo projednávání návrhu zákona o registrovaném partnerství osob stejného pohlaví.
Text vyjadřuje přesvědčení, že žádný z těch úryvků Bible, které bývají pokládány za odsudek homosexuálního chování, nemluví o pohlavním životě dvou osob stejného pohlaví, který je výrazem lásky mezi nimi, ale jde o odsudky sobeckého zneužívání sexuality, znevažování lidské důstojnosti, násilí nebo prostituce. Je připomenut dokument Papežské biblické komise Výklad bible v církvi z roku 1993, jímž je zavržen fundamentalistický výklad Bible, který „vzbuzuje klamnou jistotu, neboť nevědomky zaměňuje lidské hranice biblického poselství s jeho božskou podstatou“. Text dále připomíná současný stav vědeckého poznání, podle nějž je homosexualita trvalou a pravděpodobně vrozenou citovou a erotickou preferencí osob stejného pohlaví, a problematičnost pokusů o psychoterapeutickou léčbu. Současný výklad v Katechismu katolické církve sice signatáři do jisté míry ocenili, ale označili jej přesto za neuspokojivý, nerespektující dostatečně současné poznatky. Konstatují v katolické církvi převahu postojů a názorů blízkých fundamentalistickému přístupu, a připomínají, že Ježíšova výzva „nesuďte, abyste nebyli souzeni“ je v tomto případě zcela na místě. Zamlčování a potlačování homosexuálních tendencí označuje dokument za nedůstojné, protože nemůže vést k tomu, aby věřící přijali sami sebe a církev za svůj domov, a prosí věřící včetně kněží, aby se za vhodných okolností nebránili sdělit svou orientaci. Na závěr dokumentu signatáři vyjadřují podporu základnímu principu Zákona o registrovaném partnerství.
V roce 2005 mediální analýza v Literárních novinách označila toto prohlášení Kairosu 98 za ojedinělou iniciativu, která narušila semknuté řady křesťanů.

### Reakce na Prohlášení o „tajné církvi“
8. března 2000 reagoval Kairos 98 na Prohlášení o „tajné církvi“, dokument vatikánské Kongregace pro nauku víry, zveřejněný Českou biskupskou konferencí v Katolickém týdeníku 27. února 2000. Religionistu Odila Štampacha, který byl mezitím exkomunikován z Římskokatolické církve, nahradil mezi signatáři sociolog Jan Spousta.
Prohlášení se zabývá problémem, že kněží působivší v rámci tzv. tajné církve byli nuceni podstoupit podmínečné přesvěcení, aby mohli být začleněni do oficiálních církevních struktur. Signatáři podezírají autory oficiálního dokumentu, že skutečným motivem nebyla pochybnost o platnosti původních svěcení, napadají argumenty, jimiž je zdůvodňováno neuznání ženatých biskupů,  označují některé formulace za arogantní vůči kněžím z „tajné církve“ a kritizují, že dokument upřednostňuje hodnoty jednoty a poslušnosti před svobodným svědomím, jímž byly řešeny mimořádné situace.

## Reakce na iniciativu
Olomoucký arcibiskup Jan Graubner v reakci na úvodní prohlášení uvedl, že ve výzvách a občasných prohlášeních nevidí řešení a že je třeba opravdového dialogu a spolupráce, což blíže nevysvětlil. Obvinil signatáře z toho, že hlavním cílem prohlášení je zviditelnění jeho autorů.
Pražský světicí biskup Václav Malý výzvu uvítal a projevil zájem o průběžný kontakt se signatáři.
Prezident České křesťanské akademie Tomáš Halík označil výzvu za dobré východisko k dialogu a vyjádřil připravenost ji podpořit. Označil výzvu za „umírněnější a přitom hlubší“ než rakouskou petici Wir sind Kirche.
Bohuslav Fliedr v magazínu AD vyjádřil názor, že vznik takové iniciativy zdola je nejspíš dokladem toho, že připravovaný Plenární sněm katolické církve v ČR nedává naději na efektivní řešení církevních problémů.
Milan Badal v Katolickém týdeníku vyjádřil zklamání, že dosavadní aktivity Kairosu 98 nepřinášejí zasvěcené rozbory, ale jen vzletná prohlášení postrádající smysl pro realitu.
24. listopadu 1999 uspořádal 1. místopředseda Ivan Havlíček (za ČSSD) v Senátu PČR seminář o „různých celospolečenských iniciativách, např. Kairos 98 a Impuls 99“.

## Dobový kontext
Kromě rakouské petice My jsme církev z roku 1995, kterou podepsalo více než půl miliónu katolíků převážně v německojazyčných zemích, předcházel iniciativě Kairos 98 i text Bohuslava Blažka Výzva křesťanů ke křesťanům v roce 1996, který reagoval i na první náznaky krize na Katolické teologické fakultě UK, zejména její ukončení spolupráce s Ivanem O. Štampachem.
Název iniciativy nese známky inspirace prohlášením Charta 77, na tuto tradici později navázala i iniciativa Impuls 99. Označení Kairos 1989 použil pro přelomový rok papež Jan Pavel II.